# Megamyrmaekion transvaalense
Megamyrmaekion transvaalense är en spindelart som beskrevs av Tucker 1923. Megamyrmaekion transvaalense ingår i släktet Megamyrmaekion och familjen plattbuksspindlar. Inga underarter finns listade i Catalogue of Life.